# O’Fallon (Illinois)
O'Fallon – miasto w Stanach Zjednoczonych, w stanie Illinois, w hrabstwie St. Clair.